# Harry und die Hendersons (Fernsehserie)
Harry und die Hendersons (Originaltitel: Harry and the Hendersons) ist eine US-amerikanische Sitcom, die von 1991 bis 1993 gedreht wurde. Sie basiert auf dem Film Bigfoot und die Hendersons (Originaltitel: Harry and the Hendersons) aus dem Jahr 1987.

## Handlung
Im Zentrum der Handlung stehen George und Nancy, die beide erfolgreich Karriere machen. George arbeitet für eine Sportartikelfirma und etabliert später ein Magazin mit dem Namen The Better Life. Beide haben zwei Kinder, Sara und Ernie. In der ersten Folge findet die Familie auf der Heimfahrt von einem Campingausflug in einem abgelegenen Bergwald Harry, den Bigfoot. Nach einem Unfall mit Harry adoptiert die Familie Harry und integriert ihn in ihre Reihen.

## Besetzung
| Rolle              | Schauspieler      | Hauptrolle (Episoden) | Synchronsprecher  |
| ------------------ | ----------------- | --------------------- | ----------------- |
| George Henderson   | Bruce Davison     | 1.01–3.30             | Peter Kirchberger |
| Nancy Henderson    | Molly Cheek       | 1.01–3.30             |                   |
| Sara Henderson     | Carol-Ann Merrill | 1.01–3.30             |                   |
| Ernie Henderson    | Zachary Bostrom   | 1.01–3.30             | Stefan Brönneke   |
| Brett Douglas      | Noah Blake        | 1.01–3.30             | Dieter Landuris   |
| Harry (1. Version) | Kevin Peter Hall  | 1.01–1.16             |                   |

## Rezeption
Das Online-Fernsehlexikon verglich die Serie mit der Ende der 1980er und Anfang der 1990er Jahre äußerst populären Serie ALF.

## Hintergrund
- Kevin Peter Hall starb im Verlauf der ersten Staffel. Ab der 17. Folge sprang dann der frühere Basketball-Spieler Dawan Scott ein, der auch schon für den Kinofilm Stunt-Arbeit gemacht hatte. Ab der dritten Staffel übernahm Brian Steele die Rolle.
- Die Hauptrolle in der Serie wurde von Bruce Davison gespielt, was bis heute seine einzige langanhaltende Fernsehhauptrolle ist.[5]